# Alfred Karindi
Alfred Karindi (bis 1935 Alfred Karafin; * 17. Maijul. / 30. Mai 1901greg. im Dorf Kõnnu, heute Dorf Ongassaare, Landgemeinde Illuka, Estland; † 13. April 1969 in Tallinn) war ein estnischer Komponist und Organist.

## Leben und Werk
Alfred Karindi war von 1921 bis 1927 als Musiklehrer in einer Tartuer Grundschule tätig. Nebenbei studierte bis 1927 an der Höheren Musikschule in Tartu Komposition bei Heino Eller und bis 1931 als Externer die Fächer Orgel und Komposition am Tallinner Konservatorium (heute Estnische Theater- und Musikakademie). Er war zunächst von 1925 bis 1928 als Lehrer an der Höheren Musikschule in Tartu, dann von 1928 bis 1932 an der Universität Tartu beschäftigt. Daneben war er in Tartu und Tallinn als Organist tätig. Von 1940 bis 1950 war er Dozent für Musiktheorie und Orgel am Staatlichen Tallinner Konservatorium, ab 1946 mit dem Titel eines Professors.
Nach der Besetzung Estlands durch die Sowjetunion wurde Karindi 1950 festgenommen. Bis 1954 war er in Mordwinien inhaftiert, bevor er in seine Heimat zurückkehren konnte. 1956 wurde er im Zuge der Entstalinisierung rehabilitiert. Von 1955 bis zu seinem Tod 1969 konnte er wieder als Musikprofessor in Tallinn tätig sein.
Alfred Karindi hat in seinem Leben berühmte estnische Chöre geleitet. 1947 und 1965 dirigierte er bei den estnischen Sängerfesten. Vor allem ist er aber als Komponist zahlreicher Stücke für Chor bekannt geworden, die heute in Estland große Popularität genießen. Daneben komponierte er u. a. eine Sinfonie (1958), vier Orgel- und zwei Klaviersonaten.
Alfred Karindi ist der Vater des estnischen Schauspielers und Theaterleiters Jüri Karindi (* 1942).